# Estación La Montaña
La Estación La Montaña es el nombre que recibe la segunda estación de las 5 que conforman el Sistema Teleférico de Mérida  en el estado Mérida, Venezuela. La Antigua estación fue inaugurada en la década de 1960 y fue cerrada para su modernización y reconstrucción en el 2008. Fue reabierta en mayo de 2016.

## Descripción
Se trata de una estación ubicada a 2.452 metros sobre el nivel del mar, que conecta el primer tramo (Barinitas - La Montaña) con el segundo tramo (La Montaña-La Aguada). Por años en la estación se realizaron diversas actividades entre ellas el ser recibidos por músicos nativos del pueblo de Los Nevados.
Desde allí se puede contemplar la ciudad de Mérida y atracciones naturales como el Gigante Dormido una montaña con una forma que atrae turistas todos los años.

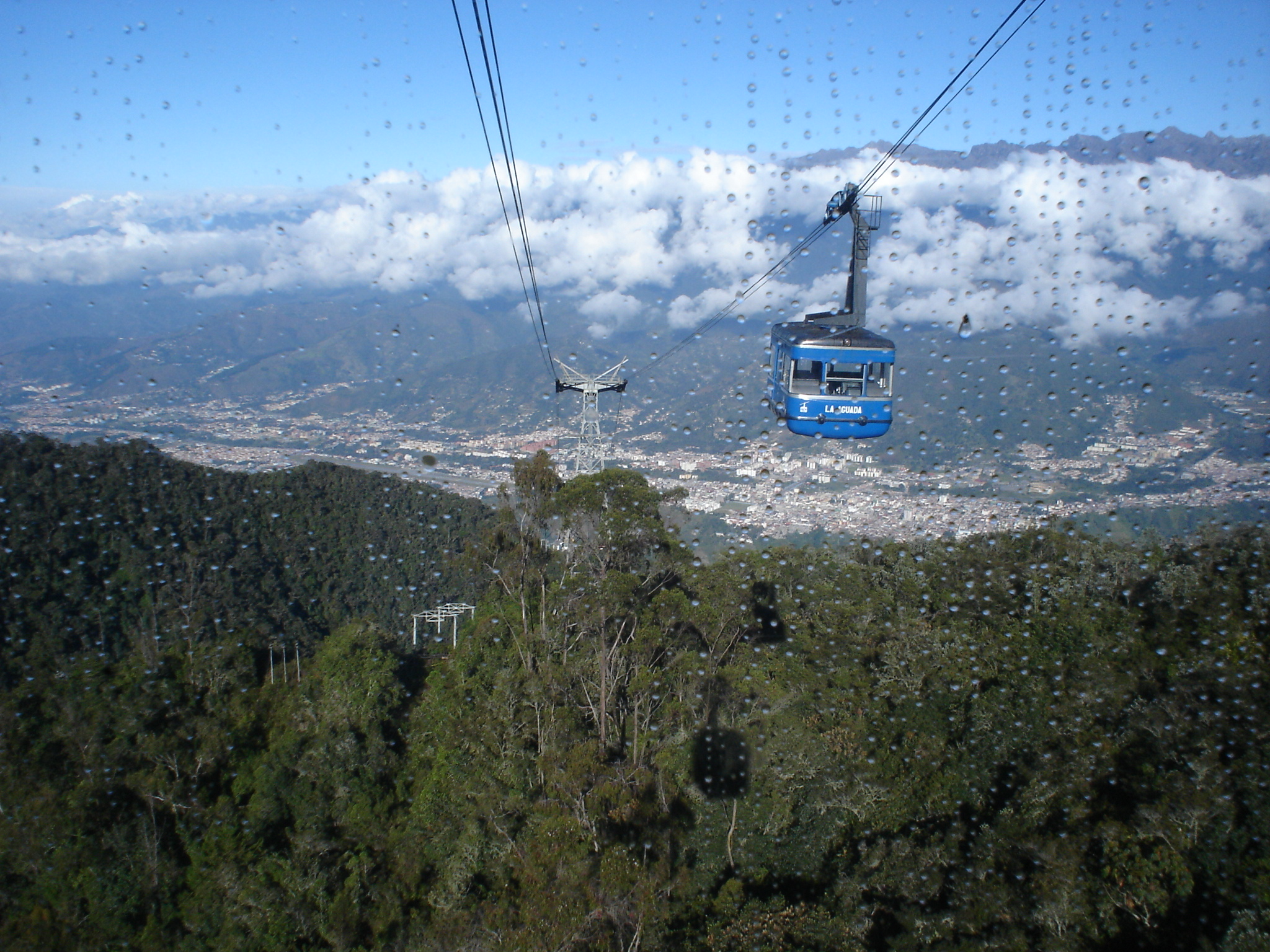
Panorámica de la ciudad de Mérida desde el tramo La Montaña - La Aguada en 2007